# Brukets skidbacke

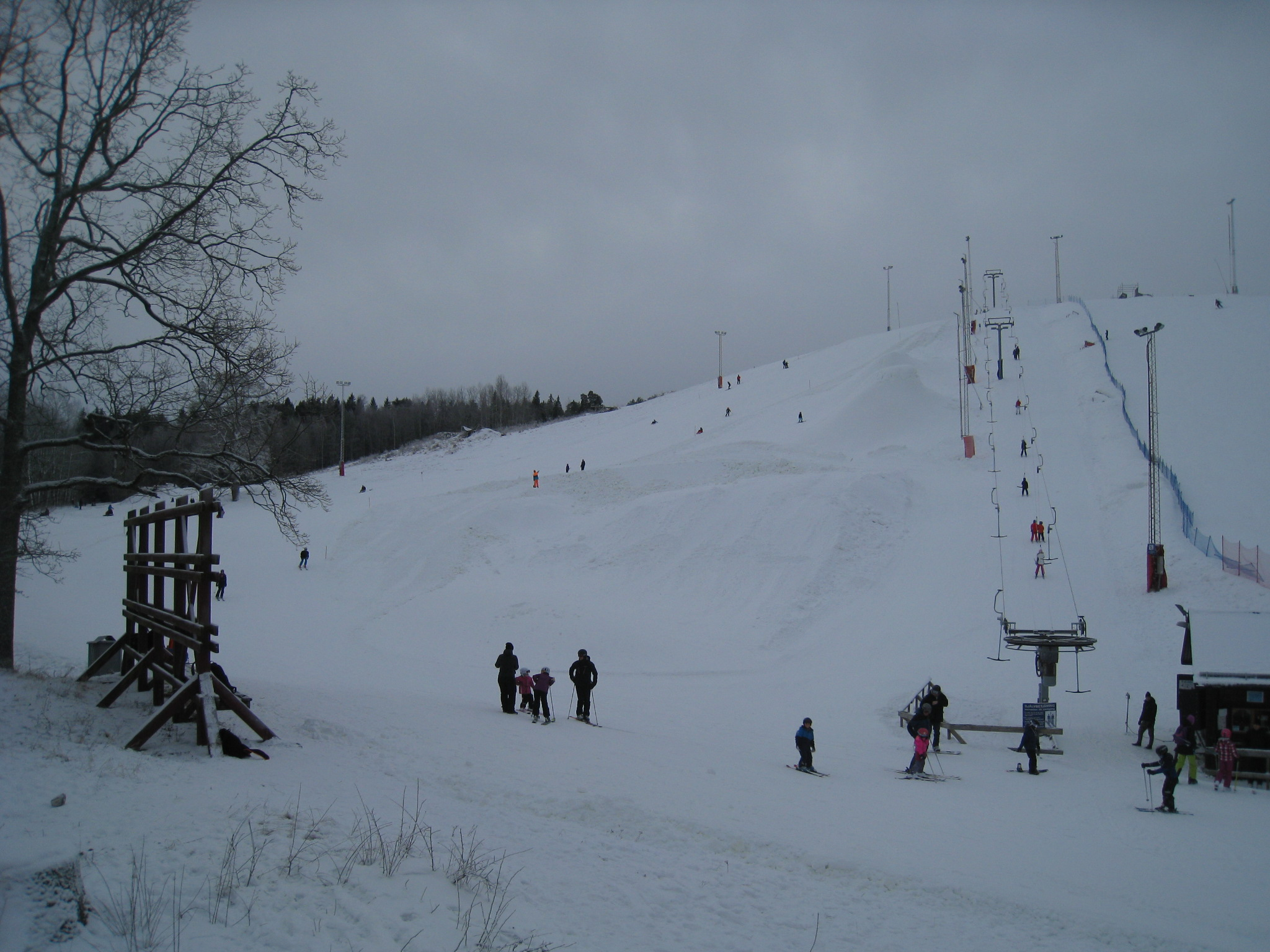
Brukets skidbacke med lift och en av nedfarterna.

Brukets skidbacke eller Bruketbacken är en skidbacke med skidliftanläggning, som ligger omkring 500 m väster om Görvälns slott i Görvälns naturreservat i Järfälla kommun i Stockholms län.
Intill byggnaden Bruket, det röda trähuset, ligger Brukets skidbacke (eller Bruketbacken), en skidbacke med skidliftanläggning, som är synlig på långt håll i landskapet inom Görvälns naturreservat. Berget som skidbacken ligger på heter Kvarnberget. Brukets skidbacke gränsar i söder till den naturliga höjden Kvarnberget och skapades i slutet av 1960-talet. 400 m sydväst om Bruket låg i slutet av 1600-talet en gammal väderkvarn högst uppe på Kvarnberget. År 1701 stod den öde och försvann sedan, men namnet har levt kvar. Ännu på 1980-talet var grunden efter kvarnen fortfarande fullt synlig.
Till de två första backarna uppfördes år 1970 en 195 m lång skidlift. Allt eftersom intresset för utförsåkning ökade har åkområdet utvidgats. År 1989 höjdes backen så att nivåskillnaden blev 58 m mot tidigare 48 m. Längdåkningsspår passerar också backen och en rodelbana fanns också. Driften av Bruketbacken sköts av Järfälla kommun tillsammans med Järfälla Alpina Klubb (JAK). Föreningen bildades 1969 och har cirka 420 medlemmar samt 120 aktiva åkare (2010). Den tidigare rodelbanan kan användas för "offpiståkning". 
På sommaren finns en "bikepark" öppen. Cykelparken består av banor som sträcker sig från toppen och hela vägen ner. Banorna har olika utformningar och svårighetsgrad med hopp, velodromkurvor och andra hinder. Bland annat finns en särskild hoppslinga.

## Bruketbacken

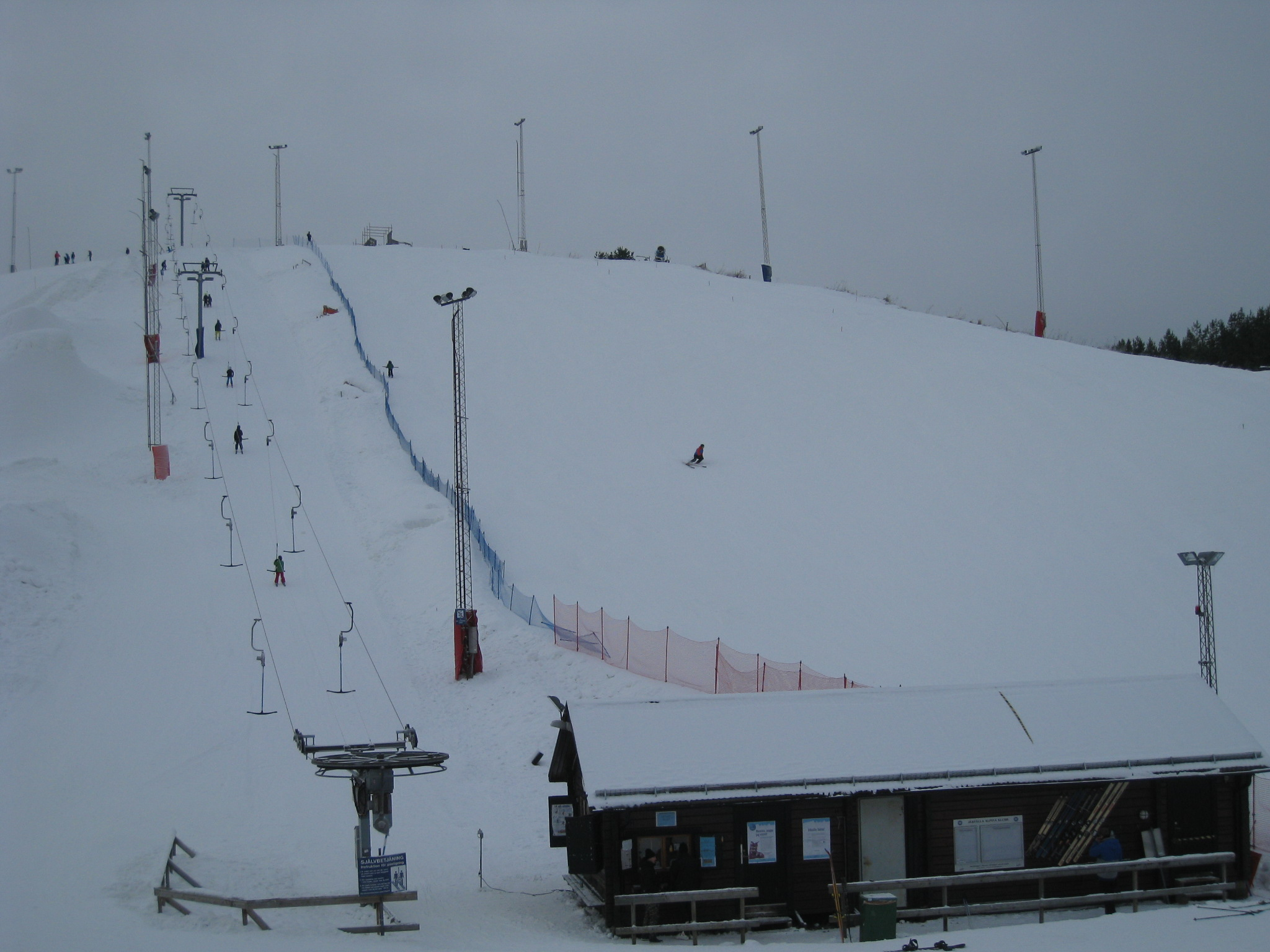
Brukets skidbacke med lift är synlig på långt håll i landskapet.

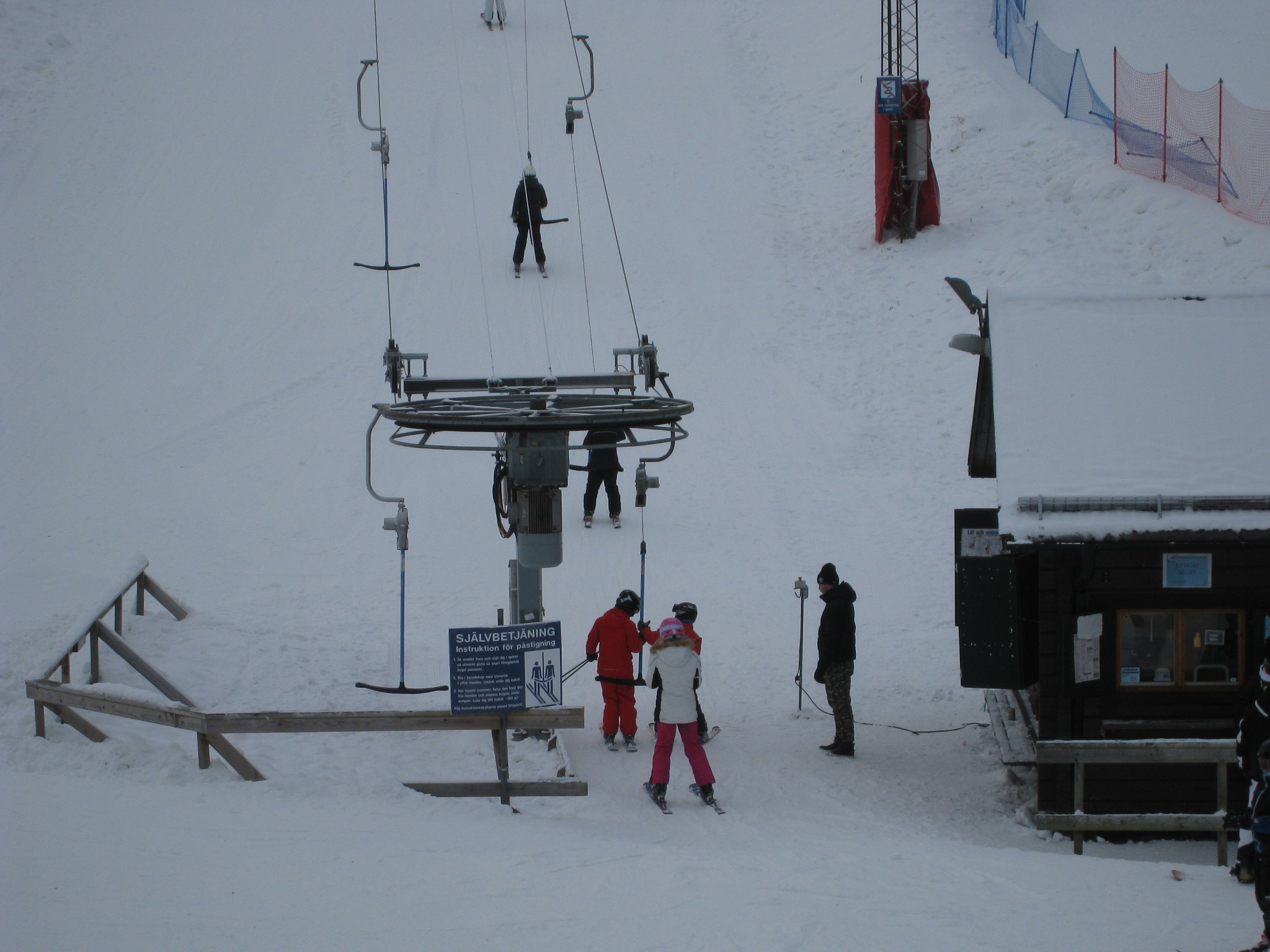
Brukets skidbacke med lift på vintern.

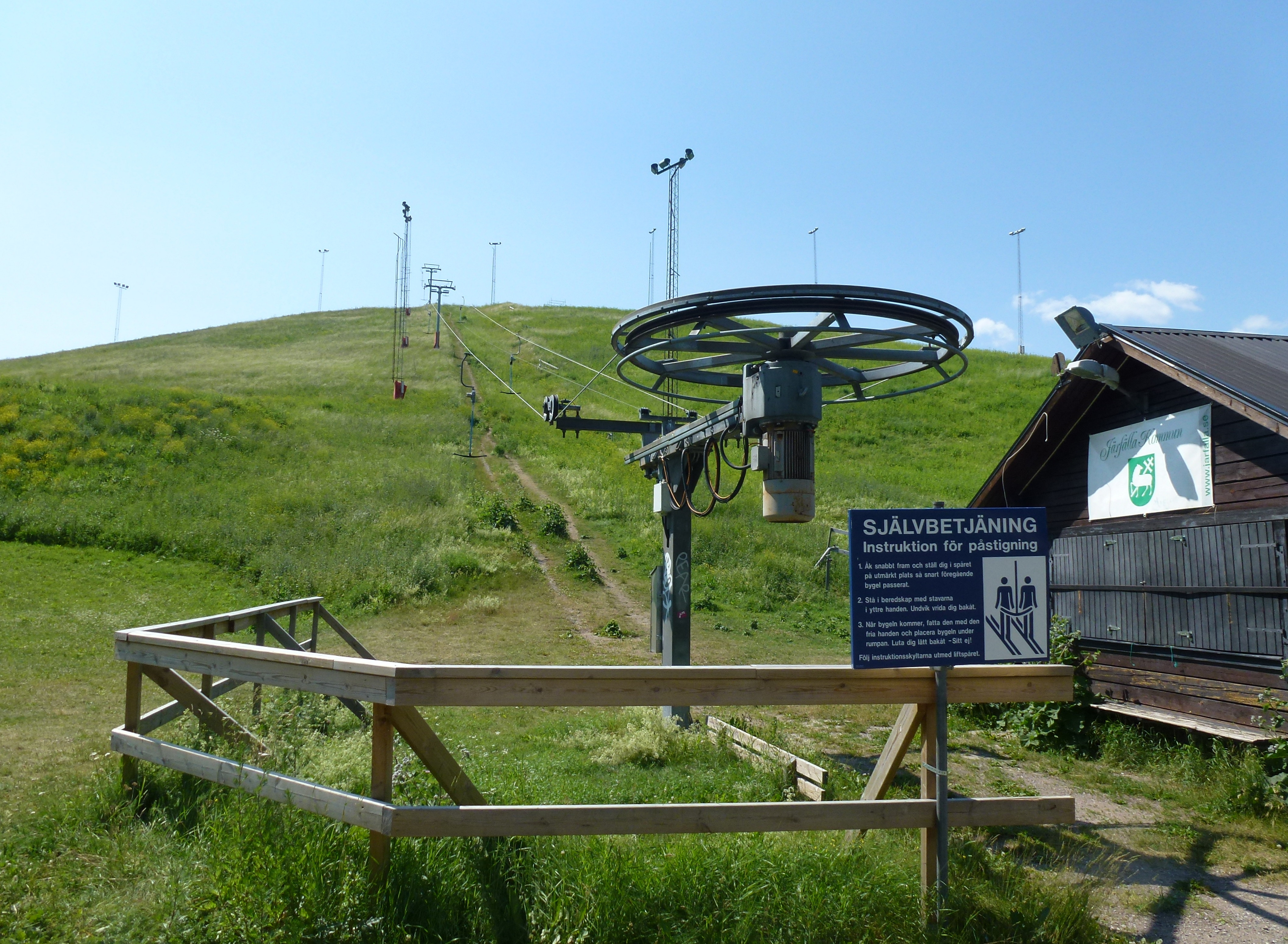
Brukets skidbacke med lift på sommaren.

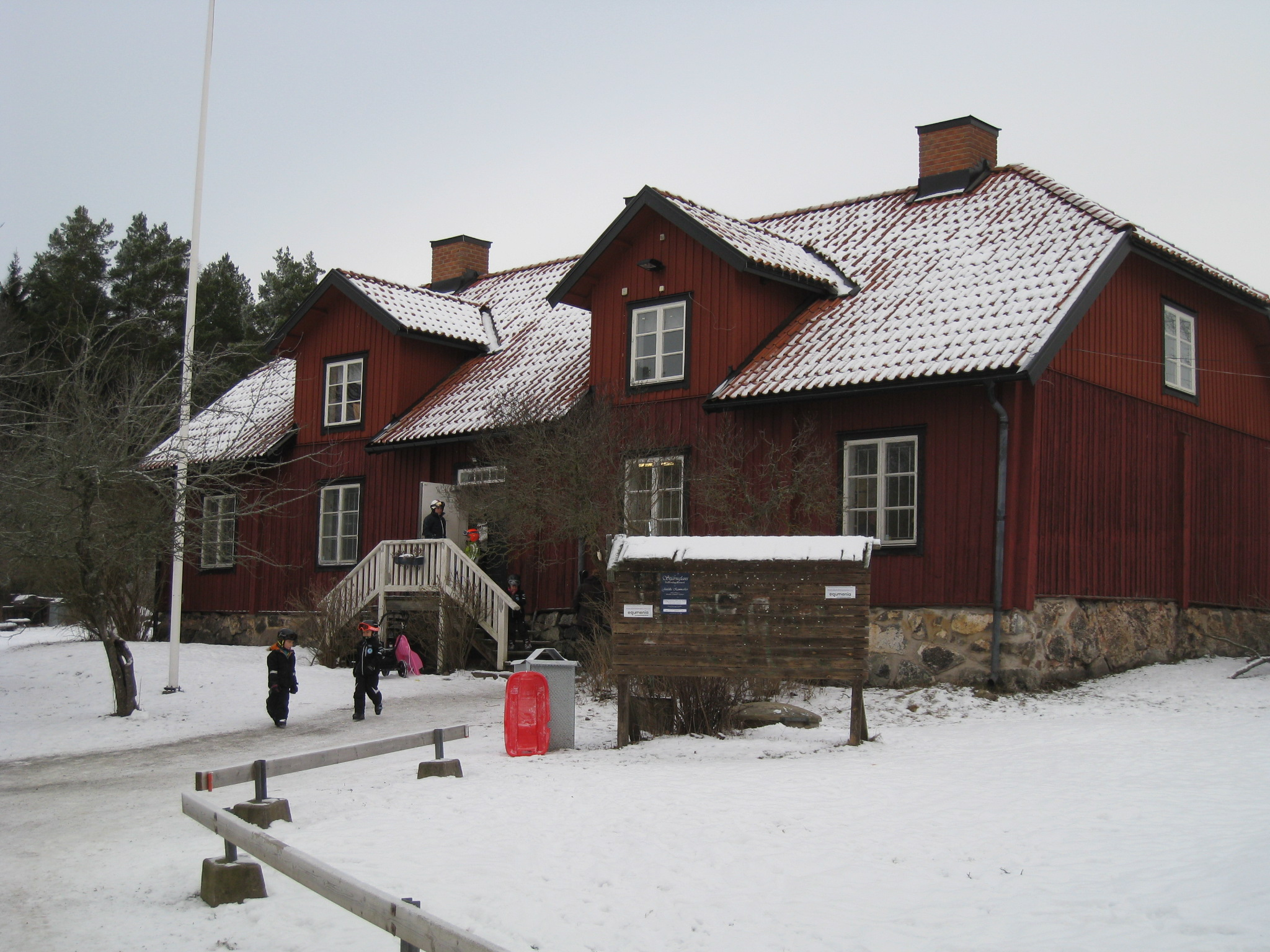
Vinterbild med det röda trähuset Bruket, som byggdes ungefär vid sekelskiftet 1799-1800 som bostad åt tegelarbetarna vid Görvälns tegelbruk. Efter tegelbrukets nedläggning var huset arbetarbostad. Numera används det som fritids- och serveringslokaler. Huset ligger intill Brukets skidbacke.

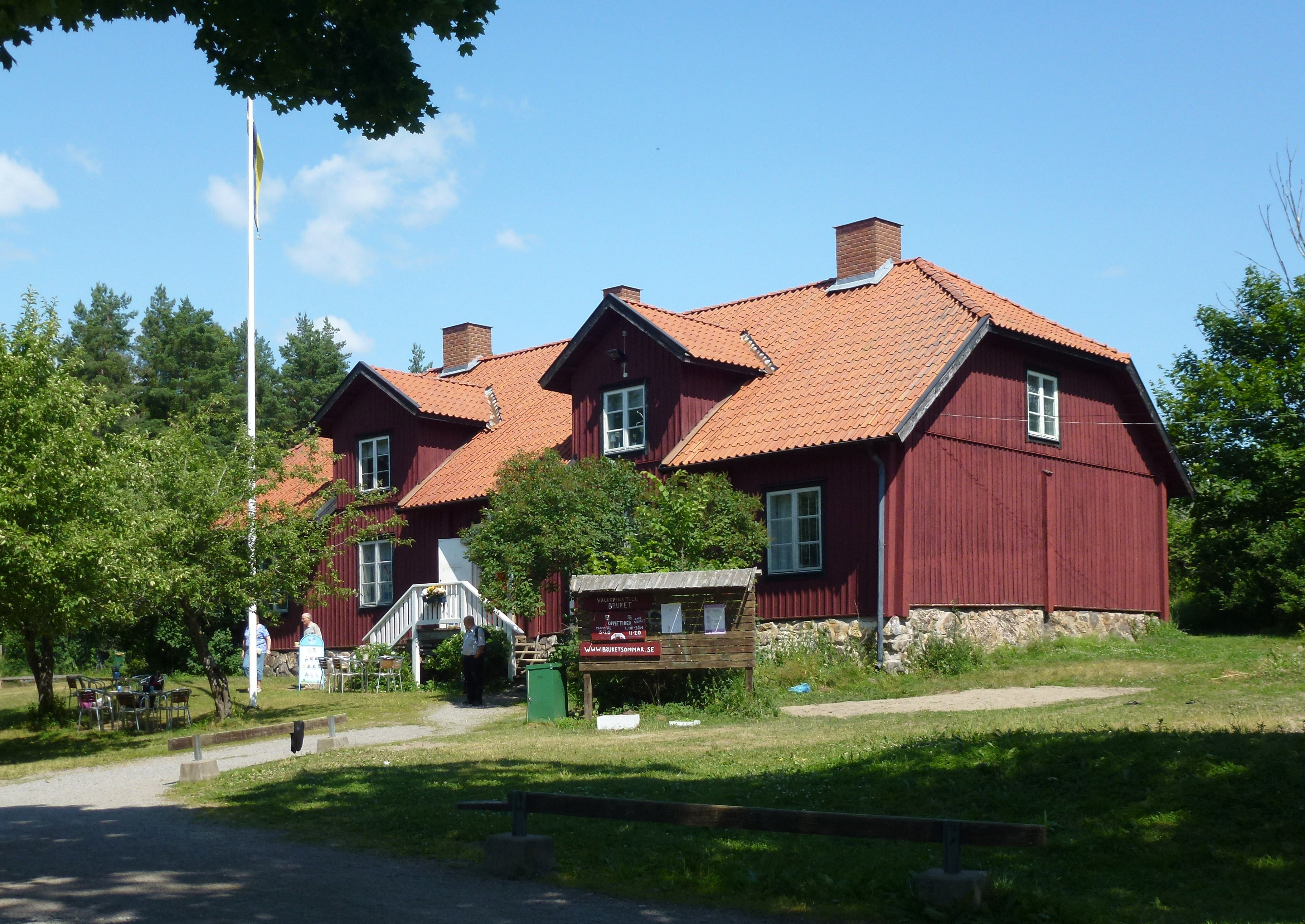
Sommarbild med det röda huset Bruket, som visar Brukets servering. Den röda träbyggnaden "Bruket" var tegelslagarnas bostadshus och det var tidigare arbetarboställe för tegelbruksarbetarna vid Görvälns tegelbruk.

I Brukets friluftsområde finns det en skidliftanläggning där man kan åka alpin utförsåkning om det finns tillräckligt med snö. Det finns två nedfarter. Man kan välja att åka slalom, snowboard, freeride och rails i backen. Järfälla friluftsfrämjande ordnar skidskola inom området. Vintertid samarbetar Järfälla Alpina Klubb (JAK) och Järfälla kommun med skötsel av backen, sprutar snö, sköter liften och säljer liftkort. Skidklubben har även en cafeteria, som är öppen under helgen.
Verksamheten med Järfälla Alpina Klubb (JAK) är igång både vinter och sommar. Under vintermånaderna har föreningen verksamhet inom den alpina åkningen och under sommaren används backen för freeride. Freeride är att cykla mountainbike nedför, utan specifik bana eller bestämda regler. Klubben har haft många framgångar i tävlingar både inom det alpina och freeride. Föreningen arrangerar även egna tävlingar i båda disciplinerna.
Järfälla Alpina Klubb arbetar för en utveckling av Brukets skidbacke för att kunna expandera sin verksamhet, såsom ny barnbacke som gör backen mer attraktiv för nybörjare samt större liftkapacitet och en värmestuga.

## Bildgalleri

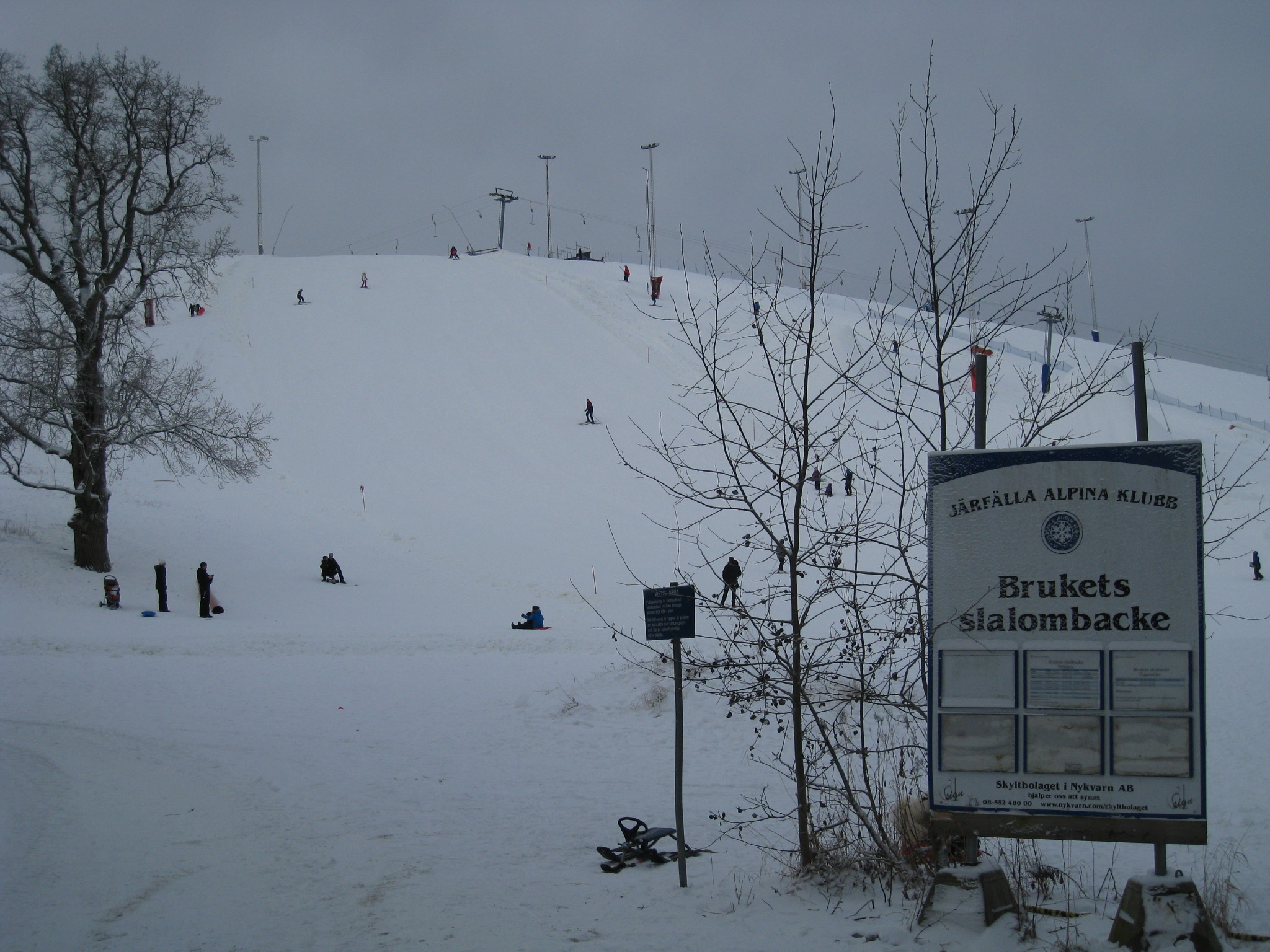
Vy av slalombacken och liften från söder.
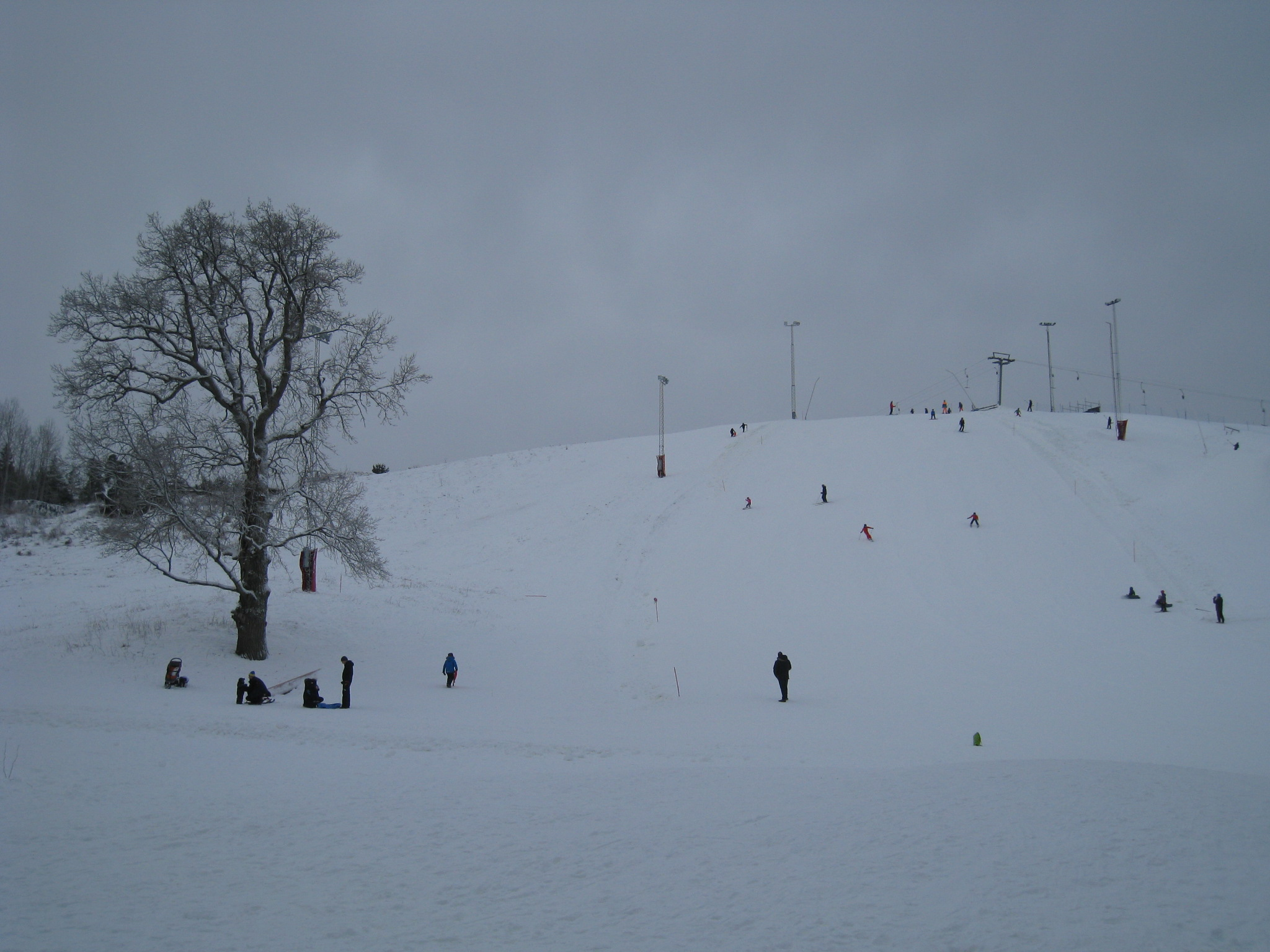
Slalombacken med den 300 m långa skidbacken.
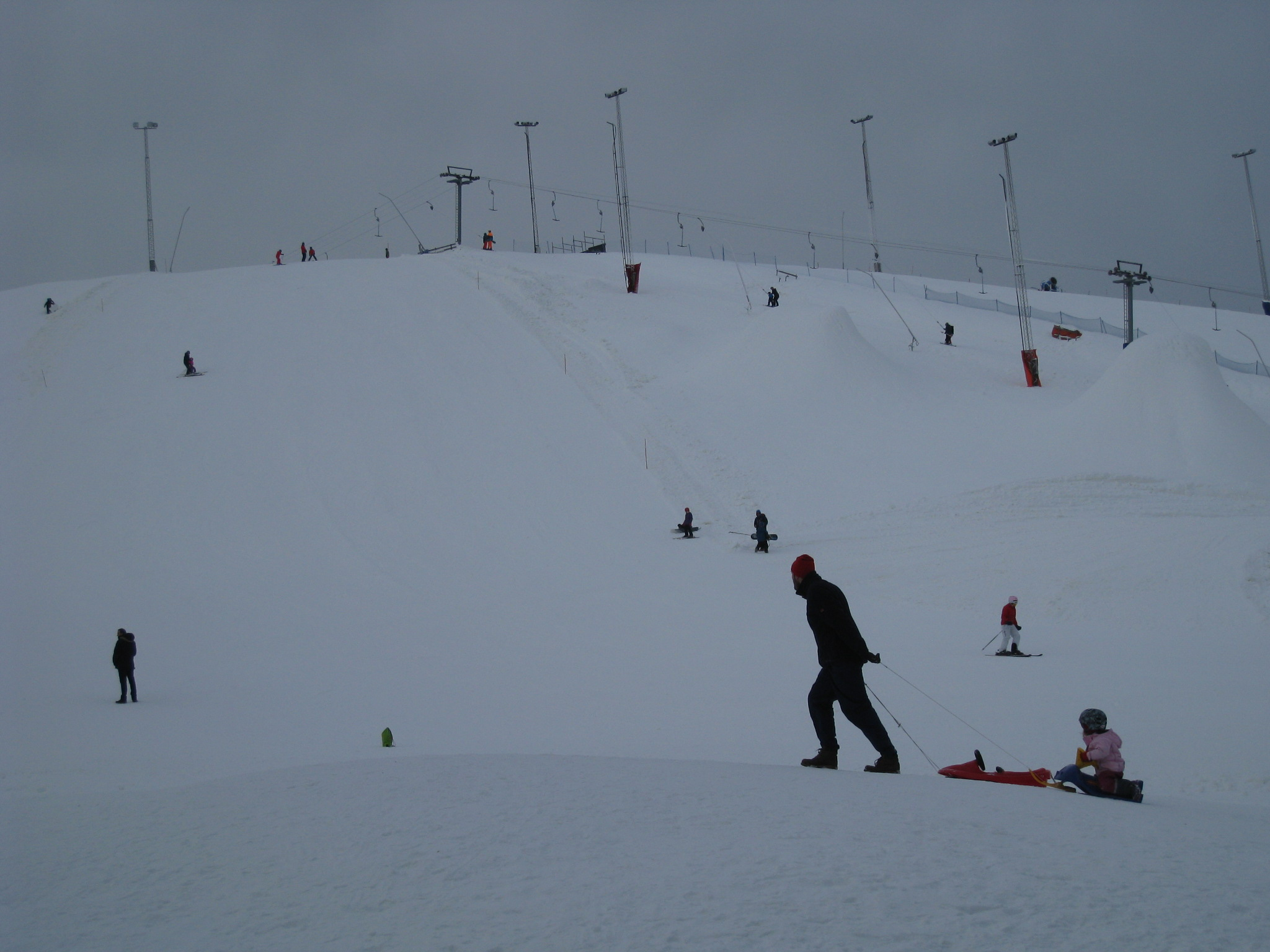
Slalombacken med den 58 m höga skidbacken.
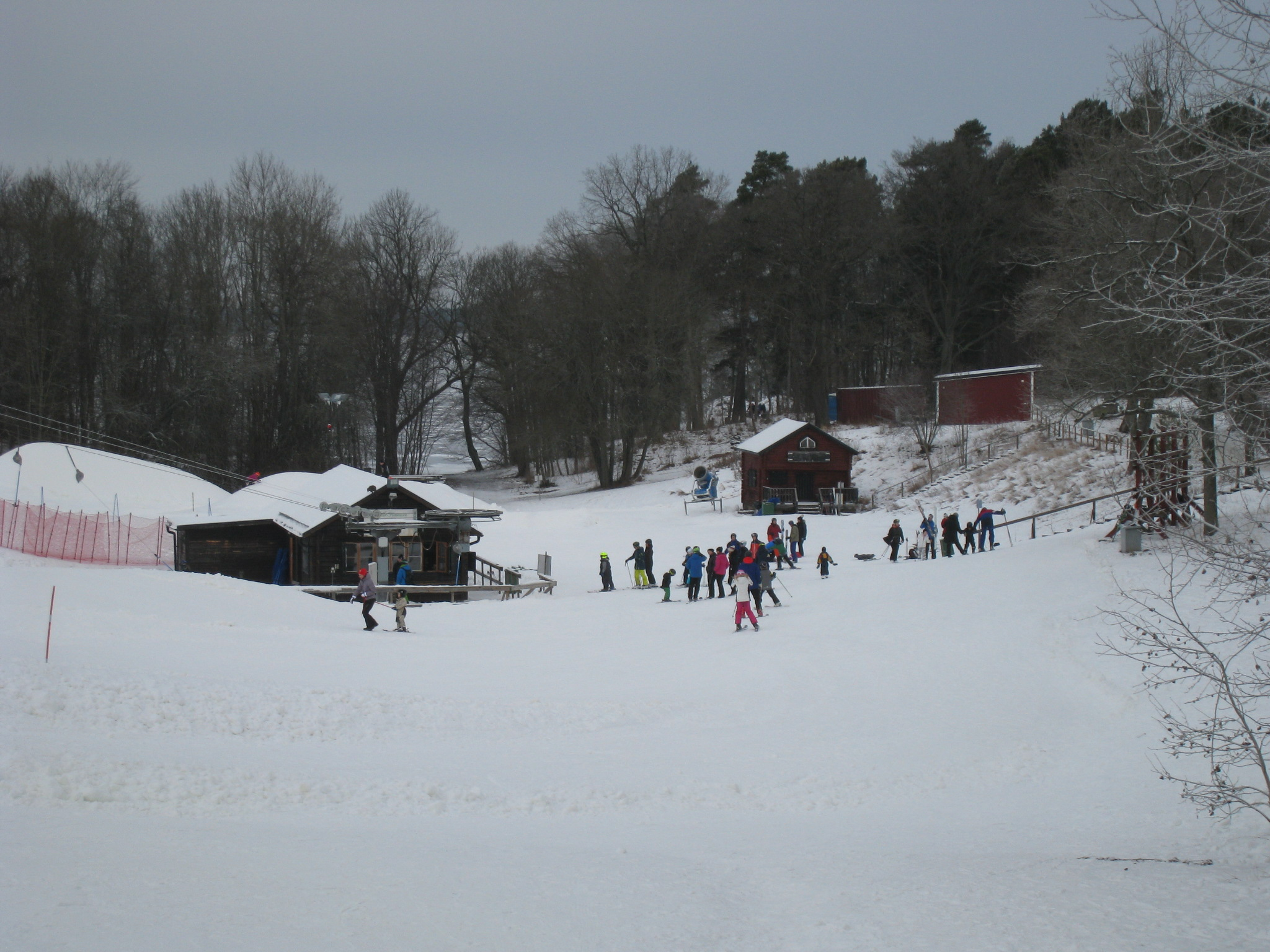
Skidbacken vid liftstugan.
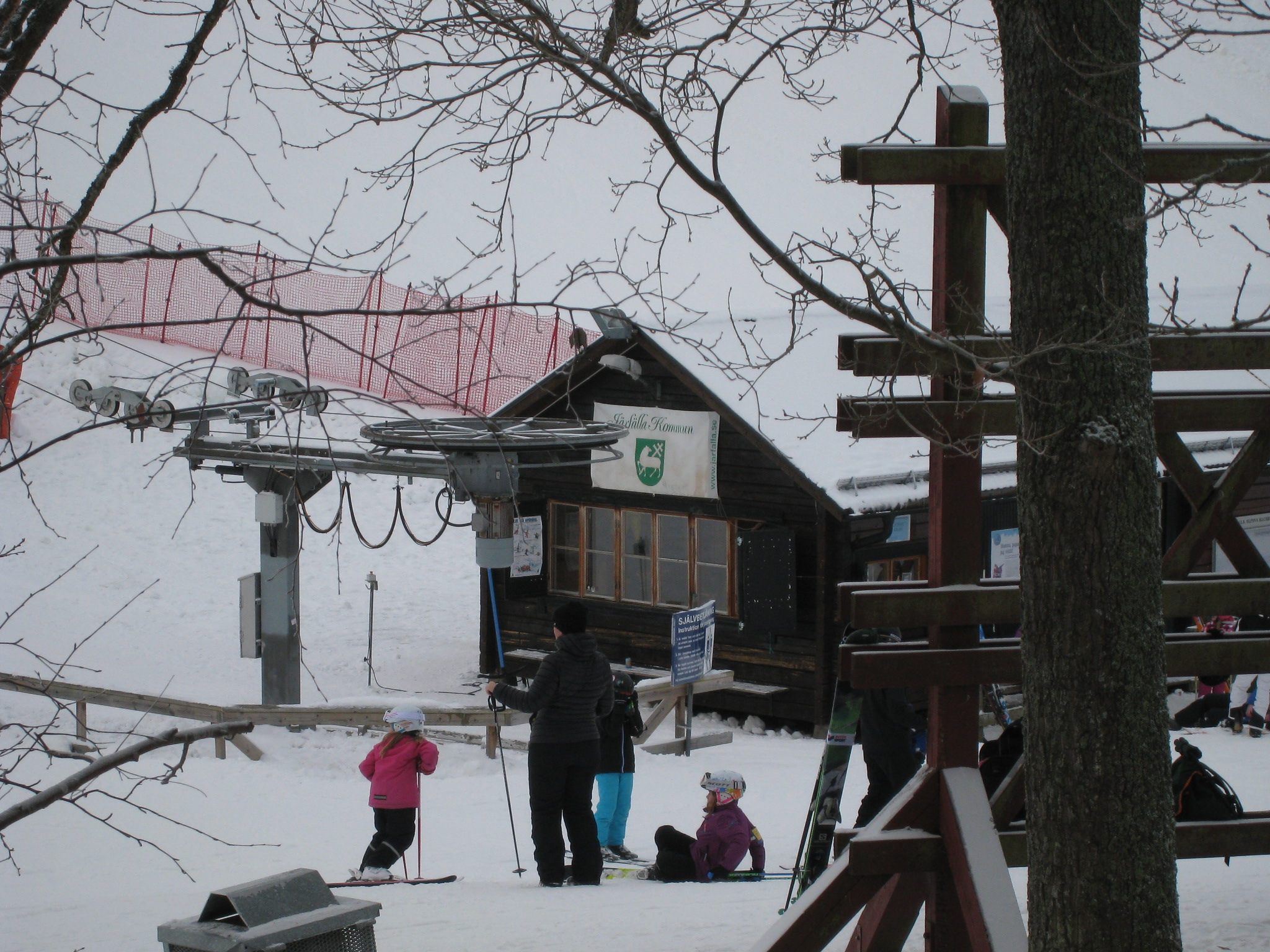
Liften startar vid liftstugan.

## Historik

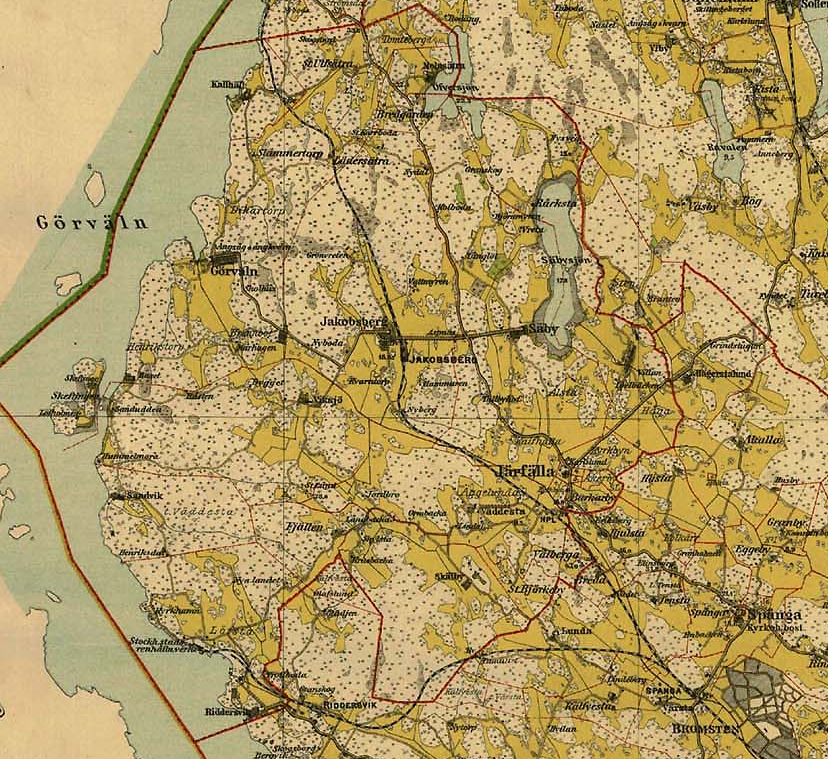
Brukets skidbacke ligger cirka 500 m väster om Görvälns slott. Karta över Järfälla från 1901.

Berget som Brukets skidbacke är beläget på är inte skapat av naturen. Backen har inte bildats av inlandsisen, vilket tydligt syns både på den geologiska grundkartan och på topografiska kartor. Men landskapet runt omkring har modellerats fram av den senaste istiden. Området tillhör Mälardalens sprickdalslandskap. Dalgångarna består mestadels av postglacial lera, medan höjderna består av gnejs och moränavlagringar.
Röjning för Brukets skidbacke började år 1965 och backen blev klar omkring 1969-1970. På ett fotografi från 1972 ser man att höjden och lutningen på backen var då betydligt lägre än idag. Då utgjordes backen av Kvarnbergets flacka sluttning. Nu är backen betydligt brantare, idag har den en höjd på 58 meter över havet. Bruketbackens topp är den högsta punkten i området. I början av 1990-talet höjdes backen avsevärt och fick en brantare lutning. Den är uppbyggd av dumpade schaktmassor från Järfälla kommun och följer inte bilden av det naturliga sprickdalslandskapet.

## Landskapsbilden
Landskapsbilden kring Bruket har förändrats drastiskt från 1950-talet och framåt. En karta över området från 1951 vittnar om en mark som är helt skogbeklädd runt de gula åkrarna. Längs med åkern gick en gångstig mellan Bruket och Görvälns slott. Stigen är troligen en rest från den tid då tegelbruket fanns invid Bruksviken. På kartan från 1951 är det Kvarnberget som utgör den högsta punkten i området. På hällmarken uppe på Kvarnbacken finns rester från en kvarn och en stensättning.

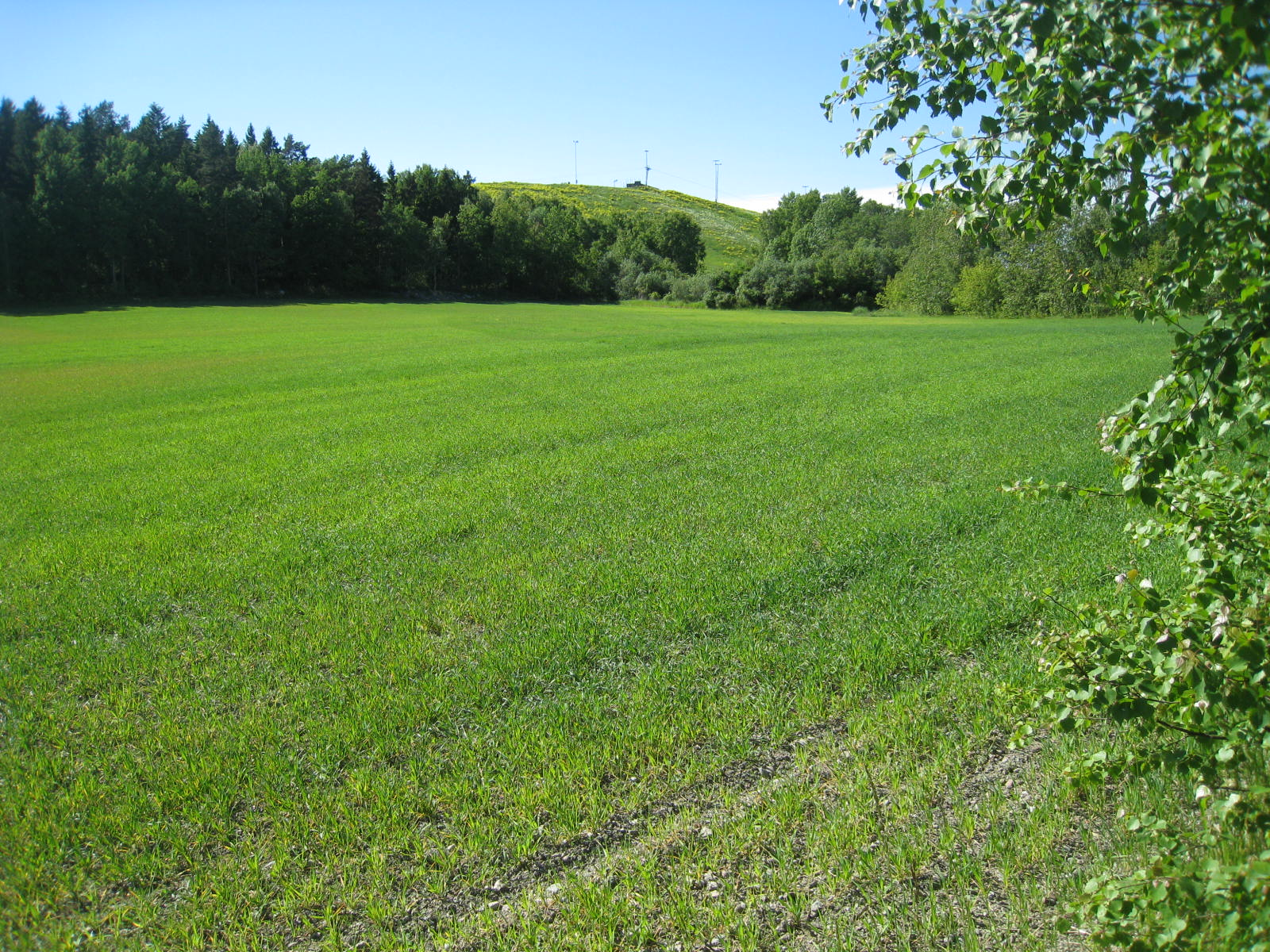
Sprickdalslandskapet med Brukets skidbacke i bakgrunden syns på långt håll i naturen.
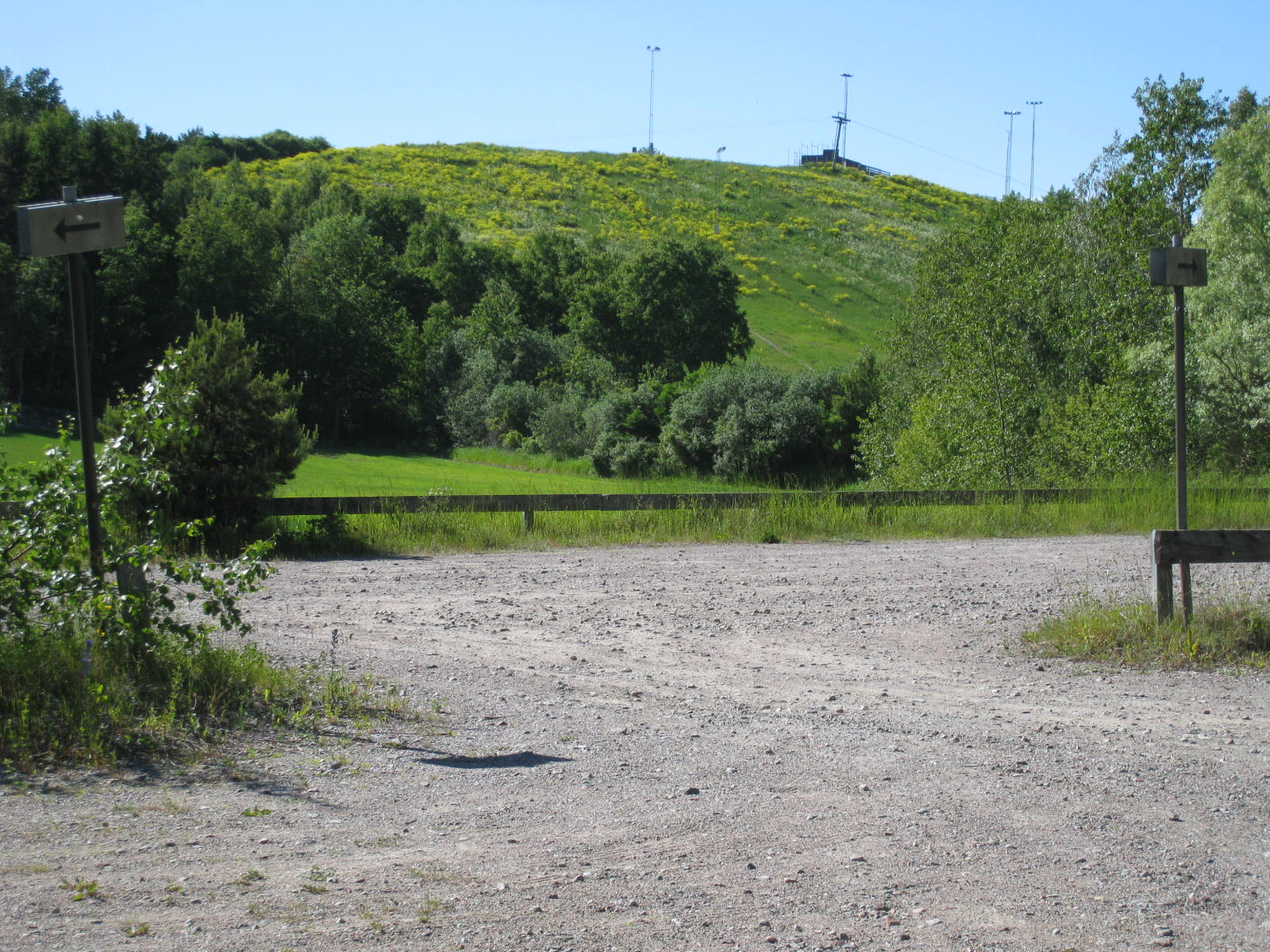
Bruketbacken sedd från Brukets bilparkering.
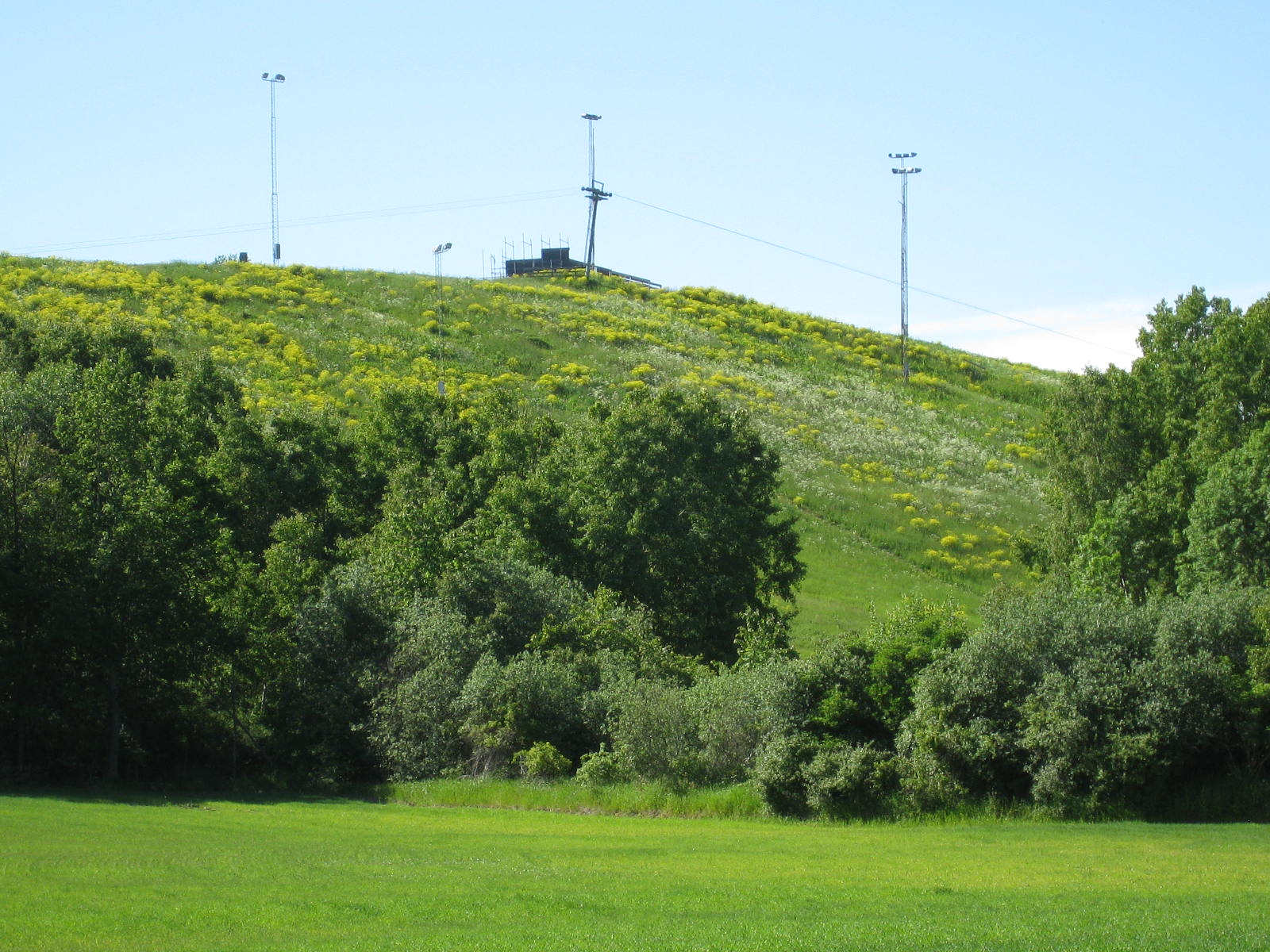
Bruketbacken är en skapad skidbacke och mäter 58 meter över havet.
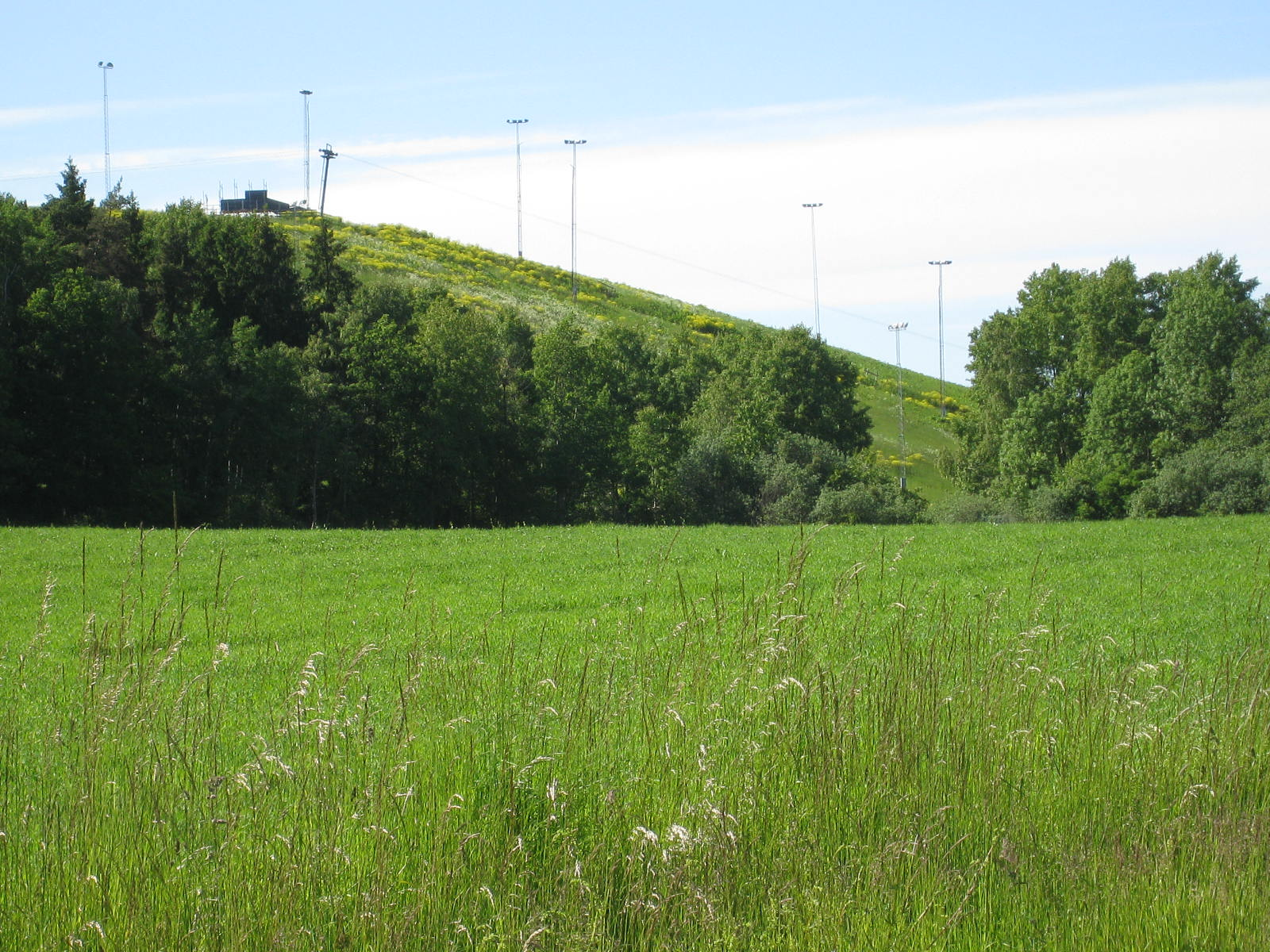
Bruketbacken är en 300 meter lång skidbacke med lift och ligger nära de odlade markerna.
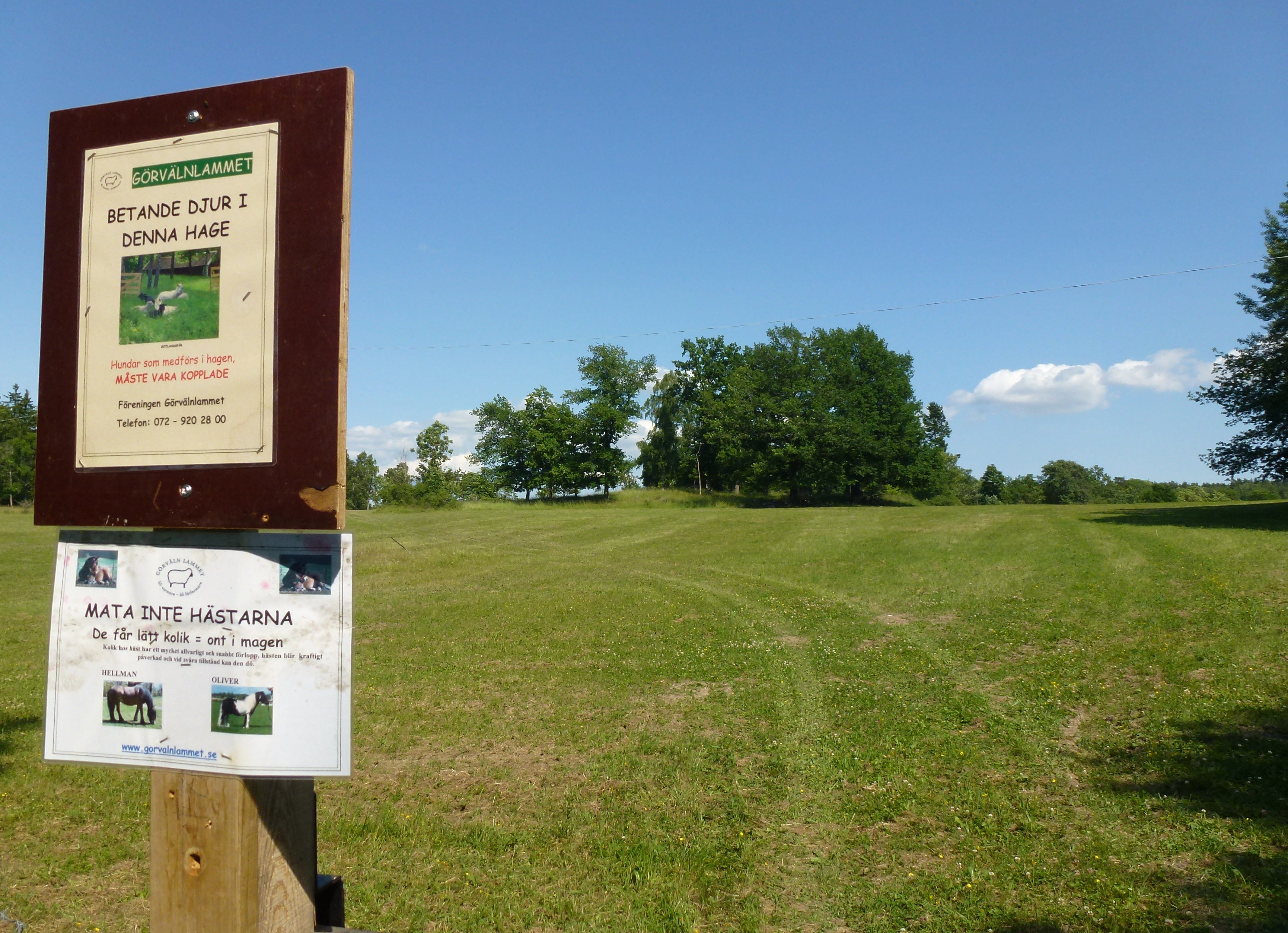
Görvälns naturreservat lite öster om Brukets skidbacke på sommaren.